# Lily Furedi
Lily Furedi (20 de mayo de 1896 Su lugar natal pudo ser Debrecen o Budapest. – 1 a 7 de noviembre de 1969) fue una artista húngara-estadounidense. Era aborigen de Budapest, y en 1934, consiguió reconocimiento nacional por su pintura, El Metro, el cual es un retrato simpático de pasajeros, en un coche del metro de Nueva York. De tono alegre, su pintura representa una sección representativa de los habitantes de la ciudad desde el punto de vista de otro viajero.

## Carrera artística
Cuando Lili Furedi tenía 31 años, desembarcó del buque Cellina en el puerto de Los Ángeles. Provenía de Budapest a través de Trieste y ya en el barco manifestó su ocupación de pintora. No hay registros de formación de arte pudiendo haber recibido antes o después de su llegada a EE. UU. Trabajó como artista profesional, así, en 1931 ganó un premio de pintura, por The Village, en el espectáculo de Navidad anual de la Asociación Nacional de Pintoras y Escultoras en el Argent Galería en enero de aquel año. En 1932, y continuando por el resto de la década, colocó sus pinturas en exposiciones grupales, incluyendo: 1) exposición de 1932, por artistas húngaro-estadounidenses, donde mostró los trabajos Pueblo húngaro y Granja húngara, 2) exposición de 1935, de la Asociación Nacional de Pintoras y Escultoras mostrando su pintura Interior, 3) exposición de 1936, por el Comité Nueva York de Arte Municipal, 4) exposición de 1937, en el Club de la Mujer de Glen Ridge, Nueva Jersey.
Revisando la 43.ª Exposición anual de Pintoras y Escultoras de 1934, Edward Alden Jewell de The New York Times llamó la atención sobre una pintura de Lily Furedi titulada The Interesting Book donde él incluyó con pinturas de otros tres artistas como "por desgracia intentos deliberados de ser "modernos" a toda costa." En contraste, el periódico The New York Sun escogió otra de sus pinturas, la After the Masquerade, como la única ilustración que acompañaba su revisión de la exposición. Al revisar otra exposición de 1934, el crítico, C.H. Bonte, listó a Lily Furedi dentro de un grupo de artistas considerados para estar entre los "más conocidos" de mujeres de EE. UU. "quiénes han obtenido reconocimiento alto" por su trabajo.

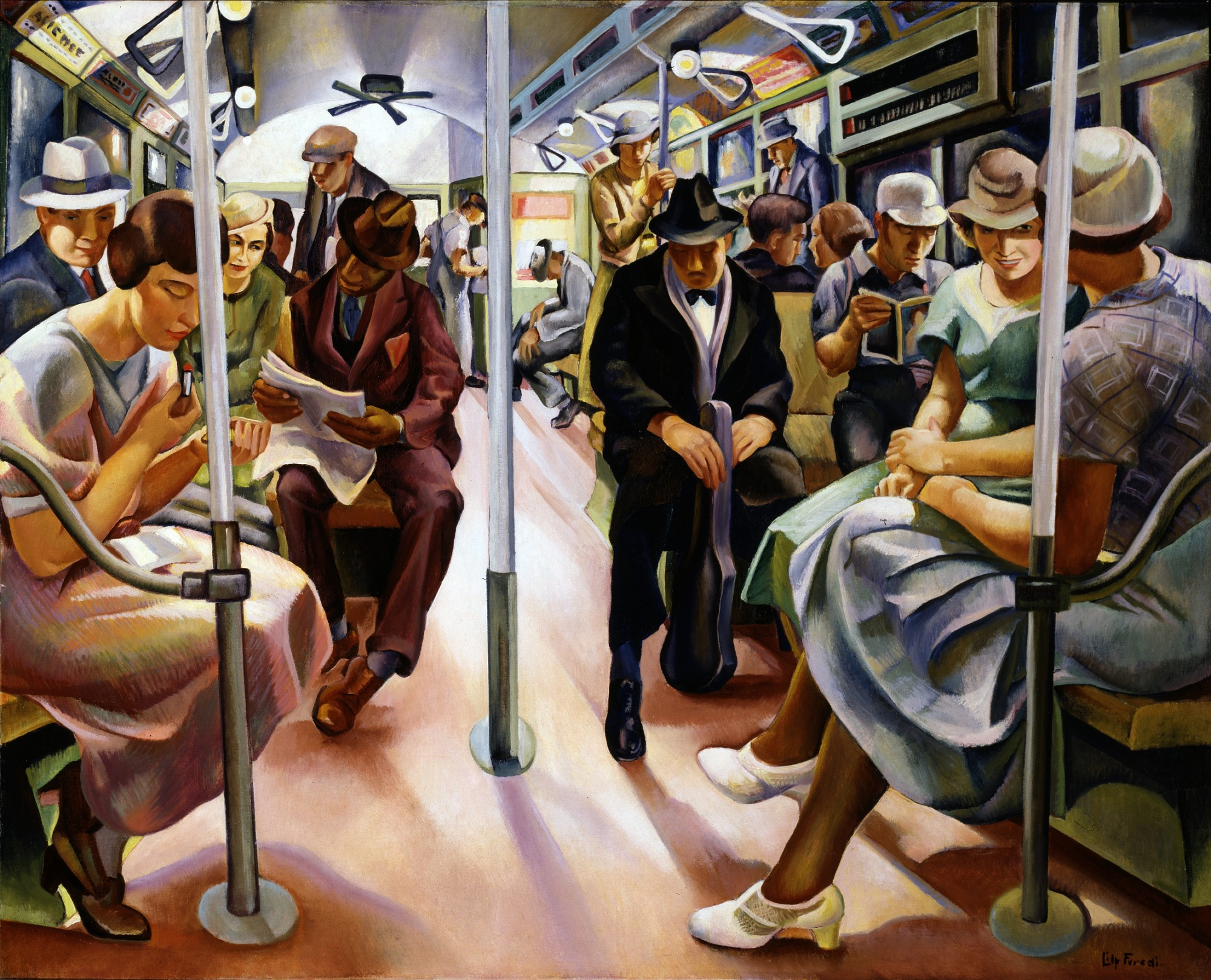
Lily Furedi, El Metro, 1934, óleo en tela, 991 x 1226 mm) creado para EE. UU. Proyecto de Obras de Arte Públicas

A principios de 1934, fue aceptada al Proyecto de Obras de Arte Público. Ese programa federal pionero empleó artistas como empleados a sueldo, para hacer cuadros con el tema de "la escena americana." Su contribución al proyecto fue su pintura El Metro. El cuadro fue uno de veinticinco seleccionado para presentación como regalos de la Casa Blanca. También en un grupo que el presidente y señora Roosevelt los tuvo seleccionados entre lo mejor en el espectáculo. A principios de 1935, Lily acompañó una reseña de libros en The New York Times, y sus pinturas frecuentemente utilizadas con ilustraciones en libros, artículos, cuentas noticiosas, y sitios web de Internet.
Al examinar a Furedi en El Metro, los críticos y otros observadores encontraron mucho para decir. La pintura tuvo críticas de ser alegre y el interés de la artista de ser comprensiva. Fue visto como vibrante, brillante, y optimista. Su escena se muestra útil, limpio, y decoroso y sus elementos de diseño con un despliegue idealístico. Un revisor vio una influencia de los "cubos y conos de Cézanne" en una escena que cuenta una historia convincente de una proyectada "sociedad en la que el sexo y la raza son cómodamente, si nerviosamente, alineados" y un poeta, utilizando la técnica de la écfrasis poética, declaró que la pintura mostraba "lo mejor en el tránsito masivo", en el que "llegamos a encontrarnos, saludar, / y caminar a través de / tiempo y espacio juntos". El poema, de Angie Trudell Vasquez, se llama "Eyes Alive". Se cierra: "ver lo que la belleza / podemos hacer / cuando todo está iluminado con el color / cálido y acogedor, / llamándote / en la imagen, / ofreciéndole un asiento."
Siguiendo un show de 1934 en donde aparecía, El Metro; ya no fue incluido más en exposiciones públicas hasta 1983 cuándo apareció en "Preocupación Social y Realismo Urbano: Pintura americana de los 1930s" en la Galería 1199 del Centro de Trabajo Luther King. En 2009, se lo mostró otra vez en: "1934: A New Deal for Artists," una exposición itinerante junto con el Museo Smithsoniano de Arte Americano.
Después del Proyecto de Obras de Arte Público cerrado en 1934, Lily se unió al Proyecto de Arte Federal. Fue registrada como una contratada en ese programa entre 1937 a 1939 y, específicamente como muralista, en 1940.
Su obra fue muy poco revisada después de mediados de los 1930s. En 1941, pintó un altar mural que llamó El Esclavo de la Galera donada a una iglesia húngara en Nueva York. En 1950, Lily mostró una pieza decorada de cerámica en una exposición grupal en la Casa de Greenwich de Cerámicas, en Nueva York. Falleció en Nueva York a los 73 años, en noviembre de 1969.

### Familia
Su padre, Samuel Furedi (1872–1933) fue un solista y profesor de chelo. Su madre, Paula Sudfeld Furedi, era profesora de piano en el Debrecen Conservatory, y uno de sus tíos, Sandor Furedi, era violinista de concierto y profesor en Nueva York. Lily tuvo a su hermano, Ernest, un empresario en Budapest, y una hermana, Anna, cirujana oral y directora del Laboratorio del Instituto de Nueva York de Patología Oral Clínica. En 1927, Lily viajó de Budapest a Los Ángeles donde su padre tenía un estudio de música. Registró su ocupación como "pintora" en el barco. El 29 de mayo de 1929, se casó con Morris Teplitzky en Nueva York. El matrimonio duró muy poco. El censo de EE. UU. de 1930 indica ser soltera y viviendo con sus padres en Nueva York. Y para 1940, soltera y viviendo en Nueva York con su madre. Ese informe dice que Lily era ciudadana naturalizada trabajando para el gobierno, haciendo murales en el Proyecto de Arte Federal de la Administración de Progreso de los Trabajos.

### Otros nombres
Su apellido a veces se presenta como Füredi, Fueredi, o Furedy. Y su primer nombre se ha mostrado Lilly, Lillie o Lilian.